# Pheidole upeneci
Pheidole upeneci är en myrart som beskrevs av Auguste-Henri Forel 1913. Pheidole upeneci ingår i släktet Pheidole och familjen myror. Inga underarter finns listade i Catalogue of Life.